# Казарки (Иркутская область)
Каза́рки — посёлок в Усть-Кутском районе Иркутской области, Россия. Расположен на левом берегу реки Лены в 38 км северо-восточнее Усть-Кута и в 538 км севернее Иркутска (по воздуху). Население — 914 чел. (2010).
Относится к Подымахинскому сельскому поселению. Глава администрации — Александр Яковлевич Мохов.

## История
Деревня Казарская упоминается в документах с 1652 года. Основатель деревни — Егорка Назаров. В 1723 году насчитывала 3 двора.